# Schlacht- und Verarbeitungskombinat

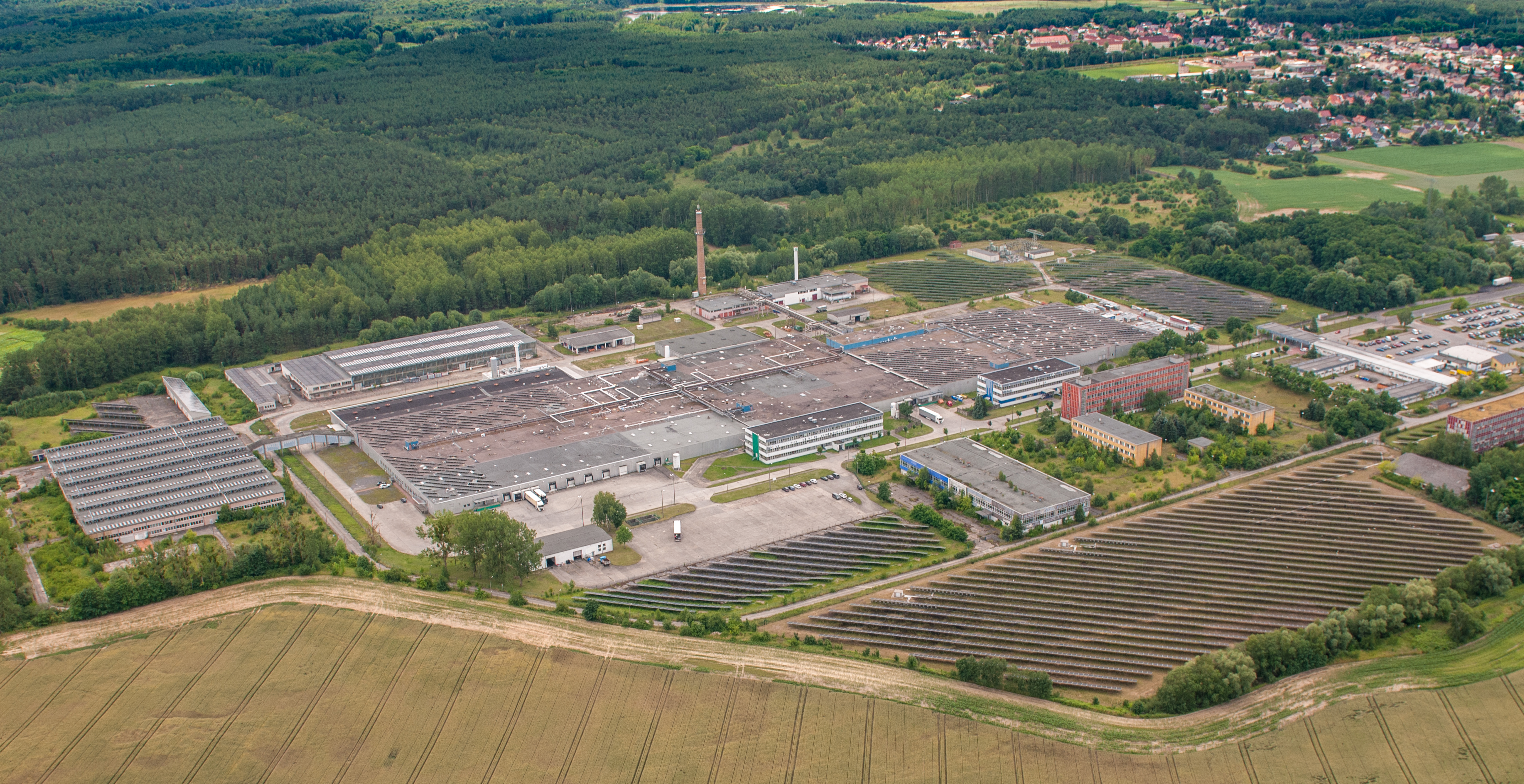
Betriebsanlage in Britz (2017)

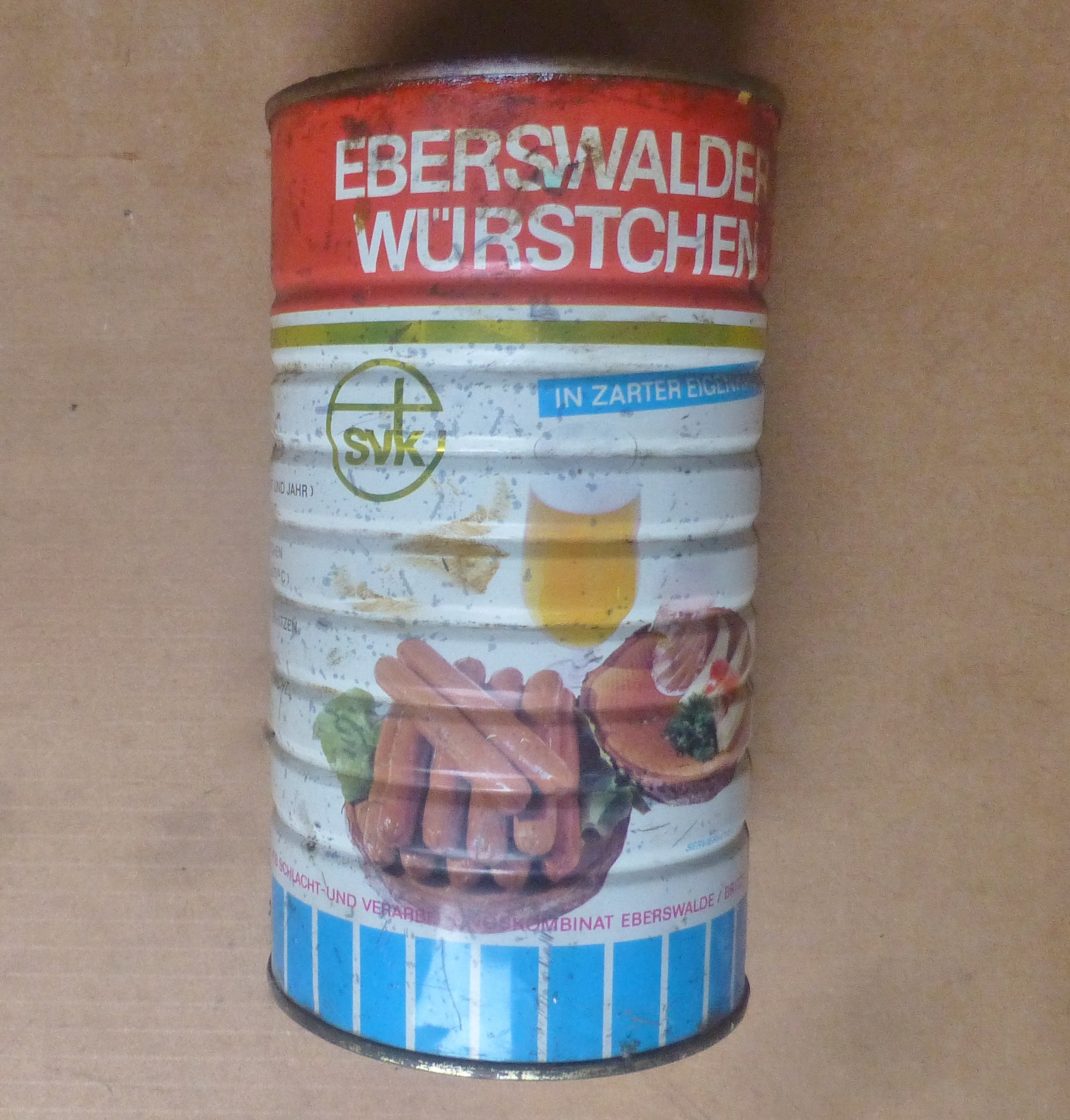
Dose mit Eberswalder Würstchen

Der VEB Schlacht- und Verarbeitungskombinat Eberswalde/Britz (SVKE) war ein Kombinat und fleischverarbeitender Betrieb in der Deutschen Demokratischen Republik.

## Geschichte

### Aufbau
Das Kombinat bestand aus einem großen Standort in Britz bei Eberswalde, der 1977 seinen Betrieb aufnahm. Der Aufbau des Kombinats resultierte aus einem 1974 gefassten Beschluss des Ministerrats der DDR, der die Schaffungs eines Werks mit einer Schlachtkapazität von 95.000 Tonnen Schweinen und 62.000 Tonnen Rindern pro Jahr sowie einer Feinzerlege-Kapazität von 300 Tonnen pro Tag vorsah.
Generalauftragnehmer für die Errichtung des Werks und damit verantwortlich für die Koordinierung der Bauleistungen und die Standorterschließung war der VEB Rationalisierung und Projektierung Berlin (Ratioprojekt). Das Werk wurde durch das Westberliner Unternehmen Berlin Consult projektiert, das auch den größten Teil der Produktionsanlagen und technischen Einrichtungen aus dem Westen importierte. Verwaltungs- und Sozialgebäude wurden direkt durch regionale volkseigene Betriebe errichtet. Zum Zeitpunkt der Fertigstellung war das SVKE der größte und modernste Schlacht- und Verarbeitungsbetrieb Europas, der auch mit einem Gleisanschluss an die Bahnstrecke Britz–Fürstenberg angebunden wurde. Zur Deckung des erhöhten Personalbedarfs mussten Arbeitskräften aus anderen Bezirken der DDR abdelegiert werden.
Der Betrieb wurde zu großen Teilen durch den VEB Schweinezucht und -mast Eberswalde (SZME) in Lichterfelde, einen Betrieb des Kombinats Industrielle Tierproduktion, beliefert. Zusammen mit dem SZME und dem VEB Kraftfuttermischwerk Eberswalde des Kombinats Getreidewirtschaft Frankfurt/Oder bildete das SVKE einen regionalen Agrar-Industriekomplex. Der Rinderbedarf des SVKE wurde im Wesentlichen durch den VEB Rindermast Ferdinandshof gedeckt.
Das Kombinat unterstand dem Ministerium für Land-, Forst- und Nahrungsgüterwirtschaft. Weitere zentral geleitete Kombinate im Zuständigkeitsbereich dieses Ministeriums sind in der Liste von Kombinaten der DDR aufgeführt.

### Privatisierung
Im Zuge der Wende und der anschließenden Wiedervereinigung wurde das Kombinat 1990 aufgelöst und privatisiert. 
Im Jahr 1991 wurde der Betrieb von der Plumrose Deutschland GmbH, einem Tochterunternehmen der dänischen Plumrose-Gruppe, übernommen. Es folgten ein Abbau von Arbeitsplätzen und die Schließung von Teilbereichen. Ab 1997 war das ehemalige SVKE Teil der Thien-Gruppe. Aufgrund der Insolvenz dieses Konzerns im Jahr 2000 kam es in der Folge zur Schließung des Schlachtbetriebs am Standort. Als Nachfolgegesellschaften wurden 2002 die EFG Eberswalder Fleisch GmbH und die EWG Eberswalder Wurst GmbH gegründet. Gesellschafter war die MBU Märkische Beteiligungs- und Unternehmensverwaltungs GmbH. Zu Beginn der 2010er Jahre arbeiteten noch zwischen 300 und 400 Menschen am Standort.
Im Jahr 2023 übernahm die Zur-Mühlen-Gruppe, ein Teilunternehmen der Tönnies Holding, den Britzer Betrieb. Zu diesem Zeitpunkt beschäftigte dieser rund 550 Mitarbeiter und erwirtschaftete einen Umsatz von 120 Millionen Euro.

## Trivia
Die Betriebssportgemeinschaft BSG SVKE Britz hatte zu DDR-Zeiten eine recht erfolgreiche Handballabteilung und spielte Ende der 1980er Jahre für eine Spielzeit in der Handball-Oberliga. Als Nachfolgeverein existiert der 1. SV Eberswalde.